# Джанет Джаксън
Джанет Дамита Джо Джаксън (на английски: Janet Damita Jo Jackson) е американска певица, актриса, текстописец, продуцент, танцьор, активист и поп икона. Благодарение на нейните звуково иновативни, социално осъзнати, сексуално провокиращи записи и клипове и нейните сложни сценични шоу програми, тя се счита за една от водещите фигури в поп културата, повлияла на поколение женски артисти.
Джаксън е на девето място в класацията за най-успешни музиканти в историята на рока и е втората най-успешна изпълнителка на всички времена, задмината единствено от Мадона, според списание Билборд.
За периода 1986 – 2007 Джаксън има 10 номер едно хита в Billboard Hot 100, 15 номер едно песни в Billboard Hot R&B/Hip-Hop Songs, и 17 номер едно хита в Billboard Hot Dance Club Party. Освен всичко това, Джаксън е печелила 5 награди Грами, била е номинирана за награда Оскар и е първата получила наградата Икона (Icon) на MTV.

## Ранни години
Джанет Джаксън е родена на 16 май 1966 г. в Гери, Индиана и е деветото поред дете на Джоузеф и Катрин Джаксън, силно религиозно семейство, произхождащо от средните класи. Докато Джанет е все още малка, братята ѝ Джаки, Тито, Джърмейн, Марлон и Майкъл сформират групата Джаксън 5 (Jackson 5), която пее в различни нощни клубове и театри. Март 1969, Джаксън 5 подписват договор с Motown Records и в края на годината записват първият от четири последователни номер едно сингли. 1971 г. – изключителният успех на издадените песни позволява на семейство Джексън да се премести в имението Хейвънхърст (Hayvenhurst), намиращо се в Лос Анджелис.
Въпреки че Джанет има афинитет към конния спорт, родителите ѝ я включват в участието на Джаксън 5, след като успехът на групата започва да затихва. На 9 април Джанет прави своя дебют в известното MGM казино в Лас Вегас. Тя бързо се превръща в гвоздея на програмата със своите оригинални имперсонификации на звезди като Шер, Мари Озмънд, Тони Тенил и Мей Уест.
През 1976 представлението на семейство Джаксън привлича вниманието на президента на CBS Фред Силвърман, който спешно търси ново представление, което да замести вече неизлъчващото се „The Sonny & Cher Show“. Дебютът на семейство Джаксън е на 16 юни 1976, с което шоуто става първото вариететно шоу, в което участва афроамериканско семейство. Телевизионното шоу на фамилията Джаксън обаче издържа само 2 сезона. В началото на 80-те, Джанет самостоятелно продължава кариерата си в телевизията, участвайки в различни сериали като „Good Times“, „A New Kind of Family“ и „Diff'rent Strokes“; както и във филма „Fame“.

## Музикална кариера

### Първи музикални стъпки (1982 – 1985)
Джанет Джаксън никога не е искала да бъде професионална певица, но се подчинява на волята на баща си и участва в различни семейни музикални проекти. Първият ѝ студиен запис е дуетът с брат ѝ Ранди „Love Song for Kids“ от 1978. На 15-годишна възраст Дамита започва да записва музика, сключвайки договор с A&M Records. Дебютният ѝ албум „Janet Jackson“ е издаден 1982 година. Албумът е продуциран от соул певиците Анджела Уинбуш, Рене Мур и продуцента Леон Ф. Силвър и достига топ 10 в класацията Billboard R&B Albums, прекарвайки още 45 седмици в топ 50 на същата класация и постигайки задоволителен успех в класацията за поп албуми. От албума са издадени три сингъла: „Young Love“, „Say You Do“ и „Come Give Your Love to Me“, всеки от тях с известен успех в класацията за R'n'B, но без да бъде поп хит. Албумът „Janet Jackson“ продава едва 300 000 копия когато е издаден в Щатите, достигайки световни продажби от 1 милион копия до наши дни.
Вторият албум на Джанет Джаксън „Dream Street“ е издаден 1984 година. В него се забелязва ясна промяна от дебюта, като ритъмът в този албум е по-фънки. Продуциран е от брат ѝ Марлон и известния диско продуцент Джоржо Мородър. Албумът достига 19 място в класацията за R'n'B албуми, но въпреки това се продава доста по-слабо от дебютния; реализирайки продажби от едва 250 000 копия в Щатите, когато е издаден, а в световен мащаб около 1 милион копия до наши дни.
Множество критици изказват негативно мнение за двата албума на Джанет, определяйки я просто като поредния пеещ член на семейство Джаксън. В следващите години албумите „Janet Jackson“ и „Dream Street“ дори не се споменават от много източници и мнозина приемат за начало на кариерата ѝ албума „Control“.

### Ерата Control (1986 – 1987)
След сравнително слабия успех на първите ѝ два албума A&M Records наемат продуцентите Джими Джам и Тери Луис, които да дадат тласък на музикалната кариера на Джанет. Преди да заминат за Минеаполис, Джам и Луис получават благословията на баща ѝ, който по това време е и неин мениджър, като му обещават, че звученето на Джаксън няма да има нищо общо с това на Принс, с когото двамата са работили вече.
За няколко месеца, Джаксън, Джам и Луис записват музикалният ѝ пробив – албума „Control“. Издаден през февруари 1986, албумът реализира 6 Hot 100 хита в САЩ, 5 от които са в топ 5: „What Have You Done for Me Lately“, „Nasty“, „When I Think of You“ (първият ѝ номер едно сингъл в Billboard Hot 100), „Control“ и „Let's Wait Awhile“; както и топ 15 хитът „The Pleasure Principle“. Албумът успява да стигне челната позиция на Billboard 200 за две седмици и да реализира продажби от над 6 милиона копия само в Щатите и общо 10 млн. по целия свят. Тогава хореограф на видеоклиповете на Джаксън е Пола Абдул.
В началото на 1987 „Control“ печели награда „Грами“ в категорията „Албум на годината“, шест музикални награди Билборд, четири награди American Music, 3 MTV Video Music Awards и 3 Soul Train Music Awards, включително и за „Албум на годината“.
Същата година Джанет предприема сериозна стъпка в кариерата си, уволнявайки баща си като мениджър. Въпреки това логото на компанията на Джоузеф Джаксън е включена в обложката на албума ѝ „Rhythm Nation 1814“. Джанет и сестра ѝ Реби Джаксън са единствените от семейство Джаксън, които не участват в записването на песента „We Are The World“.

### Ерата Rhythm Nation 1814 (1989 – 1991)
През 1989 г. Джаксън започва записи по новия си албум, озаглавен „Janet Jackson's Rhythm Nation 1814“ (популярен като „Rhythm Nation 1814“). Числото 1814 се свързва с годината, в която е написан американският национален химн „The Star Spangled Banner“; освен това буквата R в английската азбука е 18 поред, а N – 14, създавайки 1814. Въпреки че началниците от A&M Records имат желанието албумът да е подобен на „Control“, Джаксън създава албум, в който, освен че има песни за любов и връзки, има и такива, които са с по-социален характер.
„Rhythm Nation 1814“ оглавява класацията Billboard 200, както и R&B чарта, продавайки 7 милиона копия в Щатите когато е издаден и в света общо над 12 млн. копия. Той се превръща в първия албум, който успява да реализира 7 топ 5 сингъла: „Alright“, „Rhythm Nation“ и „Come Back To Me“, както и 4 номер едно сингли: „Miss You Much“, „Escapade“, „Black Cat“ и „Love Will Never Do (Without You)“. Албумът не успява да се окаже толкова успешен във Великобритания, където едва успява да влезе в класациите за албуми и сингли.
Специално за албума се заснема черно-бял видеоклип, който включва песните „Miss You Much“, „The Knowledge“, „Black Cat“ и „Rhythm Nation“. Клипът засяга различни теми като слепия фанатизъм, невежеството и образованието. Видеото за сингъла Rhtym Nation, известен с пост „апокалиптипната“ си складова обстановка, сложна хореография и унисекс военните костюми носени от нея и танцъорите си се превръща в един от най-популярните и емблематичните клипове в историята. Късометражният филм печели награда Грами в категорията най-добър дълъг видеоклип.
„The Knowledge“ се счита, че е една от любимите песни на брат ѝ Майкъл Джаксън.
1990 – Джанет се превръща в първия изпълнител, който успява да има номер едно хит едновременно в класациите Billboard Hot 100 и Mainstream Rock Singles, с песента „Black Cat“. Билборд обявява албума „Rhythm Nation 1814“ за най-добре продавания албум на годината. За този си албум Джаксън печели следните награди: 15 Билборд, 5 American Music, 4 Soul Train Music, 3 MTV Video Music и 1 Грами.
Турнето в подкрепа на албума е посетено от над 2 милиона души и все още е най-успешното дебютно турне на всички времена.

### Ерата janet. (1993 – 1995)
Първоначално Джаксън планира петият ѝ студиен албум да се казва „Damita“, но в крайна сметка се съгласява да го нарече просто „janet.“. Издаден е на 18 май 1993 г., албумът се превръща в първия албум на изпълнителка, който да дебютира на първо място откакто съществува системата за отчитане на музикални продажби Nielsen SoundScan. Първият сингъл „That's the Way Love Goes“ е единственият сингъл в историята на американското радио, който да дебютира на първо място в класацията Billboard Hot R&B/Hip-Hop Airplay. За осем последователни седмици песента достига първо място и в Billboard Hot 100, а албумът е номер едно в 22 страни, успявайки да реализира продажби от 17 милиона копия и да спечели множество награди, сред които и Грами. „janet.“ е четвъртият най-добре продаван албум в Щатите за годината на издаването му и 18 най-добре продаван албум в класацията Billboard Top Albums за следващата година. От албума са издадени още 5 топ 10 сингъла: „If“, „Again“, „Because of Love“, „Any Time, Any Place“ и „You Want This“. Юли 1993 Джанет прави своя дебют на големия екран, участвайки във филма „Poetic Justice“. Баладата ѝ „Again“ е включена в саундтрака на филма и е номинирана за награди Златен глобус и Оскар в категорията „Най-добра песен от игрален филм“.
През септември 1993 Джанет се появява гола до кръста на корицата на списание Rolling Stone. Впоследствие корицата се превръща в една от най-популярните снимки на рок звезда, а самото списание обявява през 2000 година въпросната корица с Джанет за „Най-популярна корица в историята на Rolling Stone“. Част от корицата е използвана на обложката на албума „janet.“, показвайки само лицето ѝ. Джаксън е многократно критикувана заради естеството на снимката, но тя твърди, че ръцете, които покриват гърдите ѝ са на тогавашния ѝ партньор Рене Елизондо. През ноември 1993 г. започва турнето ѝ „janet.“, което трае една година и почти всички пуснати билети са изкупени, като също получава признание за сценичното и представление и хореография.
Джанет работи съвместно с брат си Майкъл върху песента „Scream“ (Писък), включена в албума му „HIStory“. Песента достига 5 позиция в класацията Billboard Hot 100, превръщайки се в първата песен, която дебютира в топ 5. Видео клипът към песента е най-скъпият клип на всички времена, като за него са похарчени 7 милиона щатски долара и е режисиран от Марк Романек.
През месец октомври 1995 A&M Records издават първата компилация на Джанет Джаксън с най-големите ѝ хитове „Design of a Decade 1986/1996“. Поради ограниченията наложени от договора ѝ с Virgin, албумът фокуриса почти изцяло на албумите „Control“ и „Rhythm Nation 1814“, като от албума „janet.“ е включена само „That's the Way Love Goes“. Въпреки това в международната версия (в някои страни е позната като „The Very Best of Janet Jackson“) са включени и по-кратки версии на песните „If“, „Again“ и „Any Time, Any Place“. Специално за сборния албум са записани две нови песни „Runaway“ и „Twenty Foreplay“, като и двете са издадени като отделни сингли.

### Ерата The Velvet Rope (1997 – 1999)
През 1996 г. – Джанет подновява договора си с Virgin Records за сумата от 80 милиона долара, което по това време е най-голямата сума заплащана на изпълнителка и държи този рекорд чак до 2001 г., когато Уитни Хюстън подписва договор с Arista Records за 100 милиона. По време на записването на шестия си студиен албум Джаксън минава през период на депресия и тревога, което се отразява и в концепцията на албума ѝ от 1997 „The Velvet Rope“. Август 1997 е издаден пилотният сингъл Got 'Til It's Gone, който има сравнително добър успех. Сингълът ползва семпъл от песента на Джони Мичъл „Big Yellow Taxi“, а гост вокал е раперът Q-Tip.
Феновете са изненадани от съдържанието на албума. „The Velvet Rope“ засяга теми като домашното насилие, проблемите със самочувствието, хомофобията, изолацията и садо-мазохизма. Обложката на албума е снимка направена от Елън фон Ънуърт, на която Джанет е с наведена глава като след загуба, а над изображението със замъглени букви е изписано Janet. Замаскираните букви се виждат само в отражение, правейки ги невидими в повечето изображения; те не са включени в по-късни тиражи на албума. За темите засегнати в песните и историите зад тях се говори много, но самата Джексън никога не разкрива много за песните. „The Velvet Rope“ се превръща в нейния четвърти номер едно албум в класацията Billboard 200 и реализира хит сингъла „Together Again“, който стана осмия и ноере 1 хит на Billboard Hot 100 като приравнява с Даяна Рос, Елтън Джон и Ролинг Стоунс. (песента е посветена на всички нейни приятели починали от СПИН), както и топ 5 песента „I Get Lonely“. Албумът се продава доста добре когато е издаден, но е и този, който дава началото на спад в продажбите на Джаксън от „janet.“ насам.
1998 г. – Джанет тръгва на световното турне „The Velvet Rope Tour“ – имайки концерти в Европа, Северна Америка, Африка, Азия, Нова Зеландия и Австралия. Турнето и изпълненията и получиха критично признание и беше сравнен с театъра на Бродуей по отношение на театралноста и хореографията. С приключването на турнето си през 1999 г., Джанет е гост вокал в песните на Шаги „Luv Me, Luv Me“, номинираната за Грами „God's Stepchild“, включена във филма „Down on the Delta“, на BLACKstreet „Girlfriend/Boyfriend“ и на Бъста Раймс „What's Gonna Be“. Заедно с Елтън Джон записва и дуетната песен „I Know The Truth“. В края на 1999 списание Билборд обявява Джанет Джаксън за втората най-успешна изпълнителка на десетилетието, задмината единствено от Марая Кери.

### Ерата All for You (2000 – 2002)
През юли 2000 Джанет се завръща на големия екран, участвайки в Смахнатия професор 2, заедно с Еди Мърфи. Към саундтрака на филма е включена песента ѝ „Doesn't Really Matter“, която се превръща в нейния деветия номер едно поп хит. Март 2001 Джаксън е наградена от American Music Award с „Награда за заслуги“. Джаксън е и първата удостоена с MTV Icon концерт. В концерта вземат участие групи и изпълнители като Destiny's Child, 'N Sync, Пинк, Мая, Ъшър, Мейси Грей, Бритни Спиърс и други.
Седмият албум на Джанет Джаксън „All for You“, излиза на 24 април 2001. Дебютира на първо място в класацията Billboard 200 и продава над 2 милиона копия само в Щатите и 9 млн. в световен мащаб. Едноименната песен от албума оглавява Billboard Hot 100 за 7 седмици, а сингълът „Someone to Call My Lover“ достига топ 5 на същата класация. Третият и последен сингъл от този албум е „Son of A Gun (I Betch Think This Song Is About You)“, която ползва семпъл от песента на американската певица Карли Саймън „You're So Vain“. В оригиналната версия редом с Джанет пее и Саймън, а ремикс версията, за която е поканена раперката Миси Елиът, се превръща в топ 30 хит.
През 2002 г. за албума „All for You“ Джанет печели петата си награда Грами, този път в категорията „Най-добър денс запис“. След този си успех, тя записва с реге изпълнителя Бийни Мен песента „Feel It Boy“. Джанет приема поканата да участва в концерта за американската футболна Супер купа.

### Ерата Damita Jo (2004 – 2006)
По време на шоуто включено в полувремето от мача за Супербоул XXXVIII на 1 февруари 2004, Джаксън пее заедно с Джъстин Тимбърлейк пред публика от над сто милиона души. Тя пее заедно с младия изпълнител песента му „Rock Your Body“. Когато Тимбърлейк изпява „gonna have you naked by the end of this song (в края на песента ти ще си гола)“, той дръпва горнището на Джаксън, разкривайки дясната ѝ гърда, която е частично покрита.
Тимбърлейк определя инцидента като „неизправност в облеклото“. Джанет се извинява, наричайки случката инцидент и разказва, че Тимбърлейк е трябвало да свали бюстието ѝ и да я остави по червен сутиен; по-късно тя споделя в интервю за списание Genre, че съжалява, че се е извинила за случилото се, защото изглеждало така все едно тя наистина е виновна. CBS, Националната футболна лига и MTV, които са продуценти на шоуто отричат всякака отговорност за случилото се, въпреки критиките отправени към тях. Тимбърлейк и Джаксън потвърждават всичко, което е вече отречено, но Федералната комисия по комуникациите все пак започва собствено разследване. Освен че прави писмено изказване за инцидента, Джаксън се извинява и публично в специално видео заявявайки:
„Много съжалявам, ако съм засегнала някого. Случилото се наистина не беше замислено от мен... MTV, CBS и NFL не знаеха какво точно сме предвидили и за съжаление всичко в крайна сметка се обърка.“
През 2007 CBS обявява, че Джаксън и Тимбърлейк „независимо и потайно“ са планирали така наречената неизправност в гардероба без да се допитат до продуцентите си.
Джанет отказва поканата на CBS да участва на церемонията за 46-те годишни награди Грами, с извинението, че има вече друго участие. Джърмейн Дюпри, приятелят на Джанет, напуска поста си като част от комитета за определяне на наградите Грами, след като Джаксън отказва да се извини отново за инцидента от Супер купата. Противоречията около инцидента провалят плановете на Джаксън да участва в биографичен филм, разказващ историята на легендарната певица Лена Хорн, който е продуциран от телевизия ABC. Според източници Хорн е била недоволна от случилото се с Джаксън на представлението за футболната Супер купа и е настояла ABC да острани Джаксън от проекта, което и впоследствие става.
През март 2004 е издаден осмият поред студиен албум на Джанет Джаксън „Damita Jo“, който дебютира на второ място в класациите. Въпреки силния дебют на албума, синглите му „Just a Little While“, „I Want You“ и „All Nite (Don't Stop)“ не успяват да станат дори топ 40 хитове. Damita Jo продължава значителният спад в продажбите на албумите на Джаксън. Джанет описва албума като „портрет на многото личности, които живеят в нея“. Албумът продава 1 милион копия в САЩ и едва още 1 милион в световен мащаб. Въпреки че албумът е номиниран за множество награди, той не печели нито една. Видео клиповете към синглите се излъчват рядко (а в някои случаи и никога) по MTV, VH1 и BET, давайки повод за съмненията, че са включени в черния списък на тези музикални канали.
Джанет участва в Saturday Night Live на 10 април 2004, където участва в пародийно изпълнение на инцидента от Супер купата. Джанет участва и в епизод от сериала Уил и Грейс, където играе себе си. На 15 юни 2005 Джанет получава наградата за Хуманност, присъдена ѝ от Кампанията за човешки права, национална организация на гейовете, лесбийките, бисексуалните и транссексуалните, затова, че активно е участвала в набирането на пари за различни анти-СПИН акции. Получавайки наградата тя казва
„Това което научих тези месеци е, че все пак има светлина в края на тунела и тя е истинска. Това е красива светлина, която не само успокоява умовете ни, но и дава сила на душите ни. Тази вечер сърцето ми е изпълнено с благодарност за тази светлина. Благодарна съм, че на молитвите е отговорено, вярата е възнаградена и толерантността се чества като благодетел. Благодарна съм, че Бог е безусловна любов.“

### Ерата 20 Y.O. (2006)
Върджин Рекърдс издават деветият студиен албум на Джанет Джаксън „20 Y.O.“ на 26 септември 2006. „20 Years Old“ отбелязва и 20 години от издаването на големия ѝ пробив „Control“, както и възрастта на която Джексън се чувства. Албумът дебютира на второ място в класацията на Билборд за албуми, продавайки повече от 250 000 копия за първата седмица от издаването му. Джанет стартира конкурс позволяващ на феновете ѝ да създадат снимките, които ще бъдат включени в книжката към албума. Участниците в състезанието трябва да си свалят изображения от официалния сайт на Джанет и да създадат обложки за албума. Джанет собственоръчно избира снимките, които да бъдат включени в конкурса. След края на състезанието тя избира четирите ѝ най-любими изображения, които са използвани за първите 1 милион копия на албума.
Пилотният сингъл от „20 Y.O.“ „Call on Me“, дует с рапера Нели, е сравнително успешен хит, достигайки 25 позиция в класацията Billboard Hot 100; за сметка на това успява да оглави класацията R&B Singles. Вторият сингъл „So Excited“ се проваля в поп чартовете, но се превръща в 17 ѝ номер едно хит в класацията Billboard Hot Dance Club Party. Никакви други сингли не са издадени от албума. Въпреки че „20 Y.O.“ получава платинена сертификация той се продава по-слабо от предния „Damita Jo“. Албумът е номиниран за награда Грами в категорията Най-добър съвременен R&B албум. Приятелят на Джанет, Джърмейн Дюпри, който е и продуцент на албума, е изключително разочарован от липсата на промоциране на албума от страна на Virgin Records и впоследствие напуска поста си от R&B отдела на компанията. С издаването на 20 Y.O. е изпълнена квотата подписана с Virgin Records. Турне, което да съпътства албума се обмисля в рамките на 6 месеца, но в крайна сметка е отхвърлено поради незадоволителното представяне на албума в класациите.
През 2006 Книгата на рекордите на Гинес обявява Джанет Джаксън за Най-търсената личност в историята на виртуалното пространство и Най-търсената новина. През 2007 списание Форбс я включва на 7-о място в класацията за най-богати жени от развлекателния бизнес, с обща стойност на богатството ѝ от над 150 милиона щатски долара.

### 10-и албум – „Discipline“
На 26 февруари 2007 е обявено, че Джаксън ще участва във филма на Тайлър Пери „Защо ли се ожених?“. Снимките на филма започват на 5 март 2007, а се очаква да излезе на големия екран на 12 октомври същата година.
През юли 2007 Джанет Джаксън официално подписва договор с лейбъла Island Records (който е притежание на собствениците на първата ѝ звукозаписна компания A&M Records). Десетият ѝ поред студиен албум е насрочен за 2008 година, като е записан в Маями, Флорида.
Първия сингъл от албума „Feedback“ изтича в интернет на 12 декември 2007 година и излиза официално като сингъл на 7 януари 2008. С излизането на албума „Discipline“ на 22 февруари същата година, песента се изкача до 19-а позиция в Billboard hot 100 като се превръща в най-успешната песен на Джанет от 2001 година насам. Албума продава 181 000 копия в САЩ за първата си седмица и застава на върха на Billboard 200, което не се е случвало с албум на Джанет също от 2001 година.

## Личен живот
През 1984, на 18 години, Джанет забягва с Джеймс Дъбардж, член на групата DeBarge. Скоро след това Entertainment Tonight съобщава за тяхната сватба. По-късно Джексън споделя, че бракът им не е бил никак добър и че семейството ѝ не е било съгласно с този съюз. Март 1985 бракът е анулиран. Братът на Дъбардж изразява съмнението, че Джанет и Джеймс имат дъщеря, родена малко след официалната им раздяла и сега тя живее при леля си Реби Джексън. Джанет отрича този слух.
През 1991 Джаксън и дългогодишният ѝ любовник/бизнес партньор Рене Елизондо Младши сключват тайно брак. Надявайки се да се предпазят от излишно публично внимание, двамата крият брака си, докато се представят пред медиите единствено като хора в интимна връзка. Към края на десетилетието Джанет и Рене признават, че са станали повече бизнес партньори отколкото съпрузи. 1999 се слага край на 8-годишния и брак. Едва когато тръгват да се развеждат на обществеността ѝ става ясно, че двамата са били сключили брак. През 2001 Елизондо съди Джексън за 25 милиона долара. Съдебната битка приключва 2003 с финализирането на развода им, а на Елизондо му е отредена половината от исканата сума.
От 2001 година насам Джанет поддържа интимни отношения с хип-хоп продуцента Джърмейн Дюпри. Откакто са заедно поне няколко пъти се появява слуха, че двамата са сключили брак. И двамата твърдо отричат слуха, въпреки че Джексън признава, че живеят заедно.
По време на промоцирането на албума „20 Y.O.“, Джанет участва в шоуто на Опра Уинфри и споделя, че иска да има деца. Уинфри веднага репликира загрижено „...мисля, че трябва да стане доста скоро...“, защото по това време Джаксън е вече на 40 години.

## Дискография

### Студийни албуми
- 1982 „Janet Jackson“
- 1984 „Dream Street“
- 1986 „Control“
- 1989 „Janet Jackson's Rhythm Nation 1814“
- 1993 „janet.“
- 1997 „The Velvet Rope“
- 2001 „All for You“
- 2004 „Damita Jo“
- 2006 „20 Y.O.“
- 2008 „Discipline“
- 2015 „Unbreakable“

### Компилации
- 1995 „Design of a Decade 1986/1996“
- 2009 „Number Ones“
- 2010 „Icon Number Ones“

### Ремикс албуми
- 1987 „Control The Remixes“
- 1995 „janet. Remixed“

### Видео албуми
- 1986 „Control – The Videos“
- 1987 „Control – The Videos Part II“
- 1989 „Janet Jackson's Rhythm Nation 1814“
- 1990 „The Rhythm Nation Compilation“
- 1989 „Janet“
- 1995 „Design of a Decade“
- 1999 „The Velvet Rope Tour – Live in Concert“
- 2001 „All for You“
- 2002 „Janet Live in Hawaii“
- 2004 „From Janet to Damita Jo The Videos“

### Сингли
- 1982 Young Love
- 1983 Come Give Your Love to Me, Say You Do, Don't Mess Up This Good Thing
- 1984 Don't Stand Another Chance, Two to the Power of Love, Fast Girls, Dream Street
- 1985 Start Anew
- 1986 What Have You Done for Me Lately, Nasty, When I Think of You, Control
- 1987 Let's Wait Awhile, The Pleasure Principle, Funny How Time Flies (When You're Having Fun)
- 1989 Miss You Much, Rhythm Nation
- 1990 Escapade, Alright, Come Back to Me, Black Cat, Love Will Never Do (Without You)
- 1993 That's the Way Love Goes, If, Again
- 1994 Because of Love, Any Time, Any Place, You Want This
- 1995 Whoops Now, Runaway, Twenty Foreplay
- 1997 Got 'til It's Gone, Together Again
- 1998 I Get Lonely, Go Deep, Every Time
- 2000 Doesn't Really Matter
- 2001 All for You, Someone to Call My Lover, Son of a Gun (I Betcha Think This Song Is About You)
- 2004 Just a Little While, I Want You, All Nite (Don't Stop)
- 2006 Call on Me, So Excited
- 2008 Feedback, Rock with U
- 2009 Make Me

## Видеоклипове
| Видеоклип                                            | Премиера | Албум                              |
| ---------------------------------------------------- | -------- | ---------------------------------- |
| Dream street                                         | 1984     | Dream street                       |
| What have you done for me lately                     | 1986     | Control                            |
| Nasty                                                | 1986     | Control                            |
| When I think of you                                  | 1986     | Control                            |
| Control                                              | 1986     | Control                            |
| Let's wait awhile                                    | 1987     | Control                            |
| The pleasure principle                               | 1987     | Control                            |
| Miss you much                                        | 1989     | Janet Jackson's rhythm nation 1814 |
| Rhythm nation                                        | 1989     | Janet Jackson's rhythm nation 1814 |
| Come back to me                                      | 1990     | Janet Jackson's rhythm nation 1814 |
| Escapade                                             | 1990     | Janet Jackson's rhythm nation 1814 |
| Alright                                              | 1990     | Janet Jackson's rhythm nation 1814 |
| Black cat                                            | 1990     | Janet Jackson's rhythm nation 1814 |
| Love will never do (Without you)                     | 1990     | Janet Jackson's rhythm nation 1814 |
| That's the way love goes                             | 1993     | Janet                              |
| If                                                   | 1993     | Janet                              |
| Again                                                | 1993     | Janet                              |
| Because of love                                      | 1994     | Janet                              |
| Any time, any place                                  | 1994     | Janet                              |
| You want this                                        | 1994     | Janet                              |
| Whoops now                                           | 1995     | Janet                              |
| What'll I do                                         | 1995     | Janet                              |
| Runaway                                              | 1995     | Design of a decade 1986/1996       |
| Twenty foreplay                                      | 1996     | Design of a decade 1986/1996       |
| Got 'til it's gone                                   | 1997     | The velvet rope                    |
| Together again                                       | 1997     | The velvet rope                    |
| You                                                  | 1998     | The velvet rope                    |
| I get lonely                                         | 1998     | The velvet rope                    |
| Go deep                                              | 1998     | The velvet rope                    |
| Every time                                           | 1998     | The velvet rope                    |
| Doesn't really matter                                | 2000     | All for you                        |
| All for you                                          | 2001     | All for you                        |
| Someone to call my lover                             | 2001     | All for you                        |
| Son of a gun (I betcha think this song is about you) | 2001     | All for you                        |
| Just a little while                                  | 2004     | Damita Jo                          |
| I want you                                           | 2004     | Damita Jo                          |
| All nite (Don't stop)                                | 2004     | Damita Jo                          |
| Call on me                                           | 2006     | 20 Y.O.                            |
| So excited                                           | 2006     | 20 Y.O.                            |
| Feedback                                             | 2008     | Discipline                         |
| Rock with U                                          | 2008     | Discipline                         |
| Make me                                              | 2009     | Number ones                        |
| Nothing                                              | 2010     | -                                  |

## Турнета
- 1990: Rhythm Nation 1814
- 1993 – 1995: Janet World Tour
- 1998 – 1999: The Velvet Rope Tour
- 2001 – 2002: All for You Tour
- 2008: Rock Witchu Tour
- 2011: Number Ones, Up Close and Personal